# 슈바르츠 보조정리
복소해석학에서 슈바르츠 보조정리(-補助定理, 영어: Schwarz lemma)는 푸앵카레 원판 위의 정칙 함수의 성질을 다루는 보조정리이다.

## 정의
열린 단위 원판 {\displaystyle \operatorname {B} (0,1)\subseteq \mathbb {C} } 위의 정칙 함수 {\displaystyle f\colon \operatorname {B} (0,1)\to \operatorname {B} (0,1)}가 {\displaystyle f(0)=0}을 만족시킨다고 하자. 슈바르츠 보조정리에 따르면, 다음이 성립한다.
- 임의의 {\displaystyle z\in \operatorname {B} (0,1)}에 대하여, {\displaystyle |f(z)|\leq |z|}이다.
- {\displaystyle |f'(0)|\leq 1}
- 다음 두 조건이 서로 동치이다.
  - {\displaystyle |f(z)|=|z|}인 {\displaystyle 0\neq z\in \operatorname {B} (0,1)}가 존재하거나, {\displaystyle |f'(0)|=1}이다.
  - 임의의 {\displaystyle z\in \operatorname {B} (0,1)}에 대하여 {\displaystyle f(z)=az}이다. 여기서 {\displaystyle a\in \mathbb {C} }는 {\displaystyle |a|=1}인 상수이다. (즉, {\displaystyle f}는 {\displaystyle \operatorname {B} (0,1)} 위의 (원점을 보존하는) 쌍정칙 함수이다.)

이에 따라, 열린 단위 원판 위의 정칙 함수는 원점과의 거리를 증가시키지 않는다.

## 증명
함수 {\displaystyle g\colon \operatorname {B} (0,1)\to \mathbb {C} }를 다음과 같이 정의하자.
{\displaystyle g(z)={\begin{cases}f(z)/z&z\neq 0\\f'(0)&z=0\end{cases}}\qquad \forall z\in \operatorname {B} (0,1)}
그렇다면, {\displaystyle g}는 정칙 함수이다. 최대 절댓값 원리에 의하여, 임의의 {\displaystyle z\in \operatorname {B} (0,1)} 및 {\displaystyle |z|<r<1}에 대하여,
{\displaystyle |g(z)|\leq \sup _{|w|=r}|g(w)|\leq {\frac {1}{r}}}
이며, 따라서
{\displaystyle |g(z)|\leq \lim _{r\to 1^{-}}{\frac {1}{r}}=1}
이다. 즉, {\displaystyle z\neq 0}일 경우 {\displaystyle |f(z)|\leq |z|}이며 (0에서도 자명하게 성립한다), 또한 {\displaystyle |f'(0)|\leq 1}이다.
만약 {\displaystyle |f(z)|=|z|}인 {\displaystyle 0\neq z\in \operatorname {B} (0,1)}가 존재하거나, {\displaystyle |f'(0)|=1}이라면, {\displaystyle |g|}는 {\displaystyle \operatorname {B} (0,1)}에서 최댓값 1을 가지므로, 상수 함수이다. 즉, 임의의 {\displaystyle z\in \operatorname {B} (0,1)}에 대하여 {\displaystyle g(z)=a}인 {\displaystyle a\in \mathbb {C} }가 존재하며, {\displaystyle |a|=1}이다. 즉, 임의의 {\displaystyle z\in \operatorname {B} (0,1)}에 대하여, {\displaystyle f(z)=az}이다.
만약 임의의 {\displaystyle z\in \operatorname {B} (0,1)}에 대하여 {\displaystyle f(z)=az}이며, {\displaystyle a\in \mathbb {C} }가 {\displaystyle |a|=1}인 상수라면, 자명하게 임의의 {\displaystyle z\in \operatorname {B} (0,1)}에 대하여 {\displaystyle |f(z)|=|z|}이며, 또한 {\displaystyle |f'(0)|=1}이다.

## 따름정리

### 단위 원판 위의 쌍정칙 함수의 분류
열린 단위 원판 {\displaystyle \operatorname {B} (0,1)\subseteq \mathbb {C} } 위의 쌍정칙 함수 {\displaystyle f\colon \operatorname {B} (0,1)\to \operatorname {B} (0,1)}이 주어졌다고 하자. 그렇다면, {\displaystyle f}는 뫼비우스 변환이며, 다음과 같은 꼴이다.
{\displaystyle f(z)=a{\frac {z-z_{0}}{1-{\overline {z_{0}}}z}}\qquad \forall z\in \operatorname {B} (0,1)}
여기서 {\displaystyle a,z_{0}\in \mathbb {C} }는 {\displaystyle |a|=1}이며 {\displaystyle |z_{0}|<1}인 상수이다.

### 단위 원판 위의 쌍정칙 함수의 분류의 증명
이는 슈바르츠 보조정리로부터 간단히 증명된다. 함수 {\displaystyle \varphi _{f(0)}\colon \operatorname {B} (0,1)\to \operatorname {B} (0,1)}를 다음과 같이 정의하자.
{\displaystyle \varphi _{f(0)}(z)={\frac {z-f(0)}{1-{\overline {f(0)}}z}}\qquad \forall z\in \operatorname {B} (0,1)}
이는 {\displaystyle \operatorname {B} (0,1)} 위의 쌍정칙 함수이며, {\displaystyle \varphi _{f(0)}(f(0))=0}이다. 따라서,
{\displaystyle g=\varphi _{f(0)}\circ f\colon \operatorname {B} (0,1)\to \operatorname {B} (0,1)}
는 {\displaystyle \operatorname {B} (0,1)} 위의 쌍정칙 함수이며, {\displaystyle g(0)=0}이다. 슈바르츠 보조정리에 의하여,
{\displaystyle 1\leq {\frac {1}{|(g^{-1})'(0)|}}=|g'(0)|\leq 1}
이므로, {\displaystyle |g'(0)|=1}이다. 따라서, 임의의 {\displaystyle z\in \operatorname {B} (0,1)}에 대하여 {\displaystyle g(z)=az}인 {\displaystyle a\in \mathbb {C} }가 존재하며, {\displaystyle |a|=1}이다. 즉, {\displaystyle z\in \operatorname {B} (0,1)}에 대하여,
{\displaystyle f(z)=\varphi _{f(0)}^{-1}(g(z))=a{\frac {z+f(0)a^{-1}}{1+{\overline {f(0)}}az}}}
이다. 즉, {\displaystyle z_{0}=-f(0)a^{-1}}를 취하면 된다.

### 슈바르츠-픽 보조정리
열린 단위 원판 {\displaystyle \operatorname {B} (0,1)\subseteq \mathbb {C} } 위의 정칙 함수 {\displaystyle f\colon \operatorname {B} (0,1)\to \operatorname {B} (0,1)}가 주어졌다고 하자. 슈바르츠-픽 보조정리(-補助定理, 영어: Schwarz-Pick lemma)에 따르면, 다음이 성립한다.
- 임의의 {\displaystyle z,w\in \operatorname {B} (0,1)}에 대하여,
{\displaystyle \left|{\frac {f(z)-f(w)}{1-{\overline {f(z)}}f(w)}}\right|\leq \left|{\frac {z-w}{1-{\bar {z}}w}}\right|}
- 임의의 {\displaystyle z\in \operatorname {B} (0,1)}에 대하여,
{\displaystyle |f'(z)|\leq {\frac {1-|f(z)|^{2}}{1-|z|^{2}}}}
- 다음 두 조건이 서로 동치이다.
  - 첫 번째 부등식에서 등식이 성립하는 {\displaystyle z,w\in \operatorname {B} (0,1)}이 존재하거나, 두 번째 부등식에서 등식이 성립하는 {\displaystyle z\in \operatorname {B} (0,1)}이 존재한다.
  - 임의의 {\displaystyle z\in \operatorname {B} (0,1)}에 대하여 {\displaystyle f(z)=a(z-z_{0})/(1-{\overline {z_{0}}}z)}이다. 여기서 {\displaystyle a,z_{0}\in \mathbb {C} }는 {\displaystyle |a|=1}이고 {\displaystyle |z_{0}|<1}인 상수이다. (즉, {\displaystyle f}는 {\displaystyle \operatorname {B} (0,1)} 위의 쌍정칙 함수이다.)

이에 따라, 열린 단위 원판 위의 정칙 함수는 두 점 사이의 쌍곡 거리
{\displaystyle d(z,w)=\tanh ^{-1}\left|{\frac {z-w}{1-{\bar {z}}w}}\right|}
를 증가시키지 않는다.

### 슈바르츠-픽 보조정리의 증명
임의의 {\displaystyle w\in \operatorname {B} (0,1)}를 취하고, 다음과 같은 함수 {\displaystyle \varphi _{w},\varphi _{f(w)}\colon \operatorname {B} (0,1)\to \operatorname {B} (0,1)}을 정의하자.
{\displaystyle \varphi _{w}(z)={\frac {z-w}{1-{\bar {w}}z}}}
{\displaystyle \varphi _{f(w)}(z)={\frac {z-f(w)}{1-{\overline {f(w)}}z}}\qquad \forall z\in \operatorname {B} (0,1)}
이들은 {\displaystyle \operatorname {B} (0,1)} 위의 쌍정칙 함수이며, {\displaystyle \varphi _{w}(w)=\varphi _{f(w)}(f(w))=0}이므로,
{\displaystyle g=\varphi _{f(w)}\circ f\circ \varphi _{w}^{-1}\colon \operatorname {B} (0,1)\to \operatorname {B} (0,1)}
는 정칙 함수이며, {\displaystyle g(0)=0}이다. 슈바르츠 보조정리에 의하여, 임의의 {\displaystyle z\in \operatorname {B} (0,1)}에 대하여,
{\displaystyle |g(\varphi _{w}(z))|\leq |\varphi _{w}(z)|}
{\displaystyle |g'(0)|\leq 1}
이다. 이는 각각 첫 번째 및 두 번째 부등식과 같다. 첫 번째 부등식에서 등식이 성립하는 {\displaystyle z,w\in \operatorname {B} (0,1)}이 존재하거나, 두 번째 부등식에서 등식이 성립하는 {\displaystyle z\in \operatorname {B} (0,1)}이 존재하는 것은
{\displaystyle g=\varphi _{f(w)}\circ f\circ \varphi _{w}^{-1}}
가 {\displaystyle \operatorname {B} (0,1)} 위의 (원점을 보존하는) 쌍정칙 함수인 것과 동치이며, 이는 {\displaystyle f}가 쌍정칙 함수인 것과 동치이다.

## 역사
독일의 수학자 헤르만 아만두스 슈바르츠의 이름을 땄다.

## 같이 보기
- 보렐-카라테오도리 정리